# Surin (Vienne)
Surin település Franciaországban, Vienne megyében. Lakosainak száma 124 fő (2022. január 1.). Surin Le Bouchage, Asnois, Chatain és Genouillé községekkel határos.

## Népesség
A település népessége az elmúlt években az alábbi módon változott:
| Lakosok száma | 106  | 122  | 132  | 133  | 138  | 142  | 136  | 130  | 124  |
|               | 2013 | 2015 | 2016 | 2017 | 2018 | 2019 | 2020 | 2021 | 2022 |